# Mazinho Oliveira
Mazinho Oliveira, född 26 december 1965 i Guarujá i Brasilien, är en brasiliansk före detta fotbollsspelare.